# 選擇寺 (木更津市)
選擇寺（せんちゃくじ）は、千葉県木更津市にある浄土宗の寺院。山号は鶏頭山。本尊は阿弥陀如来。

## 由緒
室町時代に光明寺を中興した祐崇上人により創建されたという。

## 史跡
- 『与話情浮名横櫛』の主人公切られ与三郎の相棒こうもり安のモデルとなった人物の墓がある。

## 文化財
- 国の登録有形文化財
  - 本堂 - 1930年建立、鉄筋コンクリート造

## 所在地
- 千葉県木更津市中央1-5-6